# Putevi Užice
Putevi Užice (code BELEX : PUUE) est une entreprise serbe qui a son siège social à Užice. Elle travaille dans le secteur de la construction.

## Histoire
Putevi Užice a été créée en 1962 en tant qu'entreprise publique. En 1998, elle devint une société par actions. À partir de 2003, son capital fut majoritairement détenu par Vasilije Mićić.
Putevi Užice a été admise au libre marché de la Bourse de Belgrade le 21 juillet 2004.

## Activités
La société Putevi Užice construit des ponts, des tunnels, des aéroports, des stades, des bâtiments officiels et des routes ; en outre, elle propose un service de maintenance des infrastructures routières et produit des matériaux de construction comme la pierre, le béton et l'asphalte.

## Données boursières
Le 20 juin 2013, l'action de Putevi Užice valait 430 RSD (3,74 EUR). Elle a connu son cours le plus élevé, soit 8 990 RSD (78,33 EUR), le 26 septembre 2007 et son cours le plus bas, soit 291 RSD (2,53 EUR), le 31 mars 2003.
Le capital de Putevi Užice est détenu à hauteur de 64,47 % par Putevi centar d.o.o. Beograd et à hauteur de 19,44 % par des personnes physiques.